# LovePlus
Loveplus (ラブプラス rabupurasu?) es un videojuego de citas diseñado y publicado por Konami para Nintendo DS, Nintendo 3DS, iOS, Android y arcade, cuyo productor es Akari Uchida. Inicialmente lanzado para Nintendo DS el 3 de septiembre del 2009 solo en Japón y en una tarjeta DS de 256 MB. Debido a que fue programado 3 de los juegos en modo vertical, solo se puede jugar girando la consola o el emulador a la izquierda.

## Historia
Love Plus toma lugar en "Towano City". Tú, el jugador, eres transferido a la secundaria privada de Towano. En esta ciudad, hay tres chicas con las cuales estás predestinado a encontrarte. Mientras avanzan los días en el juego ya sea en la secundaria o en los trabajos a media jornada, acumularás recuerdos y sentimientos entre tú y las chicas. Durante este tiempo, las chicas te considerarán sólo un "amigo". Sin embargo, esto cambiará poco a poco hasta que comiencen a interesarse en el personaje.
Las chicas van cambiando según tus gustos. Si todo marcha bien llegará el día que se te confiesa una con lo cual empieza la segunda parte del juego.

## Personajes
Protagonista/Jugador (主人公 / プレイヤー Shujinko / Player?)
Un estudiante de segundo año de secundaria recién transferido a Towano High School. Poco tiempo después se une al comité de la biblioteca, el club de tenis y un trabajo de medio tiempo en un restaurante familiar llamado Dixie's. Es el único personaje al que le puedes cambiar el nombre en el juego, y puedes referirte a él en primera persona como 俺 (ore?) o 僕 (boku?). En el manga Loveplus Rinko Days su nombre es Wataru Aikawa.
Manaka Takane (高嶺 愛花 Takane Manaka?)
Voz - Saori Hayami
| Curso/Año         | Estudiante segundo año de escuela secundaria |
| Club/Organización | Club de tenis |
| Grupo sanguíneo   | A |
| Cumpleaños        | 5 de octubre (Libra) |
| Hobbies           | Hacer pasteles, tocar el piano |
| Comida favorita   | Patatas dulces asadas |
| Comentarios       | estrella del club de tenis educada y dedicada a los estudios llamada 高嶺の花 (Takane no Hana lit. "el objetivo inalcanzable"?) por los chicos (un juego de palabras con su nombre) |

A pesar de que vive con su familia, no tiene EXP. en algunas cosas "normales", como salir con sus amigos después de clase, comer hamburguesas o ver TV. Sus clases aprendidas lo lleva a su perfeccionismo, lo que lleva a tener algunos amigos.
Rinko Kobayakawa (小早川 凛子 Kobayakawa Rinko?)
Voz - Sakura Tange
| Curso/Año         | Estudiante primer año de escuela secundaria             |
| Club/Organización | Comité de la biblioteca                                 |
| Grupo sanguíneo   | B                                                       |
| Cumpleaños        | 17 de agosto (Leo)                                      |
| Hobbies           | leer, música (especialmente punk), videojuegos de lucha |
| Comida favorita   | Patatas fritas marca Calbee                             |
| Comentarios       | usualmente usa auriculares es solitaria                 |

Debido a que su padre se casó con una nueva madre y tuvo un hermano, su comportamiento empeoró y deja expulsado a todos los que no son bienvenidos a su casa.
El concepto del personaje fue tomando del personaje "Yuki" del libro "Dance, Dance, Dance"  de Haruki Murakami.
Nene Anegasaki (姉ヶ崎 寧々 Anegasaki Nene?)
Voz - Yūko Minaguchi
| Curso/Año         | Estudiante tercer año de escuela secundaria                                      |
| Club/Organización | trabaja a medio tiempo en un restaurante familiar llamado "Dixies"               |
| Grupo sanguíneo   | O                                                                                |
| Cumpleaños        | 20 de abril (Aries)                                                              |
| Hobbies           | tareas del hogar, películas de terror (puede ver la misma película muchas veces) |
| Comida favorita   | Pastillas de menta Lozenge                                                       |
| Comentarios       | Tiene un carácter maduro Es vista como una persona confiable                     |

Ella es como una hermana mayor a todos los que piden ayuda.
En la versión beta, su personaje fue caracterizada como una estudiante universitaria con ligero maquillaje. Lo último permaneció como parte de su apariencia en el lanzamiento final. Tiene un pequeño lunar bajo el ojo derecho.
Como controversia, en 11 de 2009, uno de los usuarios, cuyo nombre de usuario es SAL9000, se "casó" con esta personaje, incluso en una iglesia, provocando un llamado de atención a la prensa.

## Secuelas y expansiones
LovePlus+ es una expansión del juego original de 512 MB (4 gigabits según el reverso de la caja), debido a su contenido extra en configurar partida, elección de ciudades de Japón, escritura de nombres reales y de usuario antes de empezar el juego y mejoras tras la confesión (como modos de ejercicio, más minijuegos, enfermedades de los personajes, etc.). Salió el 24 de junio de 2010, solo en Japón. Los datos de las chicas son transferidas de su versión original a LovePlus+. Además, se actualizarón los métodos anti-copias, que deja inoperativo a emuladores y Flashcards desactualizados antes del 2012, en donde se burlan dichos métodos.
LovePlus Arcade: Colorful clip es un juego arcade lanzado el 24 de febrero de 2011 y req. de los datos de LovePlus+ (req. encender la DS) y de cuenta e-Amusement.
LovePlus i es un juego para iOS. Las chicas se venden por separado y todas salierón el 12 de diciembre de 2011.
New LovePlus es la secuela directa de LovePlus para Nintendo 3DS lanzado en San Valentín de 2012. incluye mejoras como la detección de novios, el uso del 3D, entre otras. Es el único juego de la saga que puede jugarse en modo vertical o horizontal, simplemente girando la consola.
New LovePlus+ es la expansión de New LovePlus, en donde corrige todos los errores técnicos, gráficos y de sonido de dicho juego, además de tener nuevas funciones y vuelve el formato vertical, lanzado para Nintendo 3DS el 27 de marzo de 2014. Los métodos anti-copias también se actualizaron, dejando inoperativo a flashcards de dicha consola.
LovePlus tools es un editor de citas de LovePlus, lanzado en 3DSWare un día antes del lanzamiento de New LovePlus.
LovePlus collection es un juego de cartas para iOS y Android (pero requiriendo una cuenta en GREE para jugarlo) lanzado el 18 de abril de 2013.
LovePlus Every es un simulador de citas para iOS y Android lanzado a mediados de . Se sospecha que se puede jugar en modo VR.

## Manga
A comienzos del 2010 Kodansha anuncia el lanzamiento de una serie de mangas de Love Plus empezando en abril hasta comienzos de mayo en cinco diferentes publicaciones de Kodansha:
- Monthly Shōnen Rival
- Bessatsu Shōnen Magazine
- Monthly Young Magazine
- Magazine E-no
- good! Afternoon

Manaka, Rinko y Nene tienen cada una su propia historia:
- Loveplus Manaka Days por Mikami Akitsu en Rival
- Loveplus Rinko Days por Kōji Seo en Bessatsu
- Loveplus Nene Days por Takaki Kugatsu en Young
- La serie Magazine E-no es llamada Loveplus Girls Talk y es dibujada por Daisuke Sakura.
- La entrega good! Afternoon es LovePlus Her Past (ラブプラス カノジョの過去 Rabupurasu Kanojo no Kako?) por Hiroaki Wakamiya.